# Antonio Francesco Olivero
Antonio Francesco Olivero (Vercelli, 3 novembre 1794 – Torino, 18 febbraio 1856) è stato un ingegnere italiano.

## Biografia
In qualità di ufficiale seguì la costruzione dei forti "Carlo Felice" e "Maria Cristina" dell'Esseilon e progettò e diresse il restauro dei forti di Exilles e Bard.
Fu promosso maggiore generale nel 1848, e in qualità di vice comandante superiore del genio seguì le campagne del 1948-49.
Dopo essere stato comandante generale della fortezza di Alessandria, fu al comando generale del genio sino alla sua morte.
Al parlamento subalpino rappresentò il collegio di Verrès.